# 京都朝鮮初級学校
京都朝鮮初級学校（きょうとちょうせんしょきゅうがっこう、교또조선초급학교）は、学校法人京都朝鮮学園が設置する朝鮮学校である。各種学校（非一条校）として、日本の幼稚園・小学校に当たる学齢の朝鮮人子女に対して民族教育を行っている。

## 沿革
2012年4月、京都朝鮮第一初級学校と京都朝鮮第三初級学校を統合の上、現校名に改称した。
かつての校舎は京都市北区衣笠にあったが、2013年4月に同市伏見区の現在地の新校舎に移転した。学園は、新校舎の建設に際して神職を招いて地鎮祭を執り行った模様である。また、2013年5月には新校舎の竣工式典が開かれ、在日本朝鮮人総聯合会（朝鮮総連）のトップ許宗萬議長のほか、来賓の門川大作京都市長、野中広務元内閣官房長官らが祝辞を述べた。